# Seznam prvouvrščenih singlov 2021 (Slovenija)
Seznam prvouvrščenih singlov Slovenije 2021 iz uradne nacionalne lestvice SloTop50, združene v 61 slovenskih radijskih postaj, ki jo združenje SAZAS samodejno obračunava tedensko, mesečno in letno.

## Lestvica

### Tedenska
Prvo mesto lestvice in najvišje uvrščena domača skladba za vsak teden
| Št. | Teden | Izid lestvice    | Skladba na prvem mestu lestvice | Izvajalec           |                        | Top domača skladba      | Top domači izvajalec |  |
| --- | ----- | ---------------- | ------------------------------- | ------------------- | ---------------------- | ----------------------- | -------------------- |  |
| re  | 419   | 10. januar 2021  | "Head & Heart"                  | Joel Corry ft. MNEK | "Meni dobro je"        | Jan Plestenjak          | [ 1 ]                |  |
| re  | 420   | 17. januar 2021  | "Head & Heart"                  | Joel Corry ft. MNEK | "Meni dobro je"        | Jan Plestenjak          | [ 2 ]                |  |
| re  | 421   | 24. januar 2021  | "Head & Heart"                  | Joel Corry ft. MNEK | "Meni dobro je"        | Jan Plestenjak          | [ 3 ]                |  |
| re  | 422   | 31. januar 2021  | "Head & Heart"                  | Joel Corry ft. MNEK | "Meni dobro je"        | Jan Plestenjak          | [ 4 ]                |  |
| re  | 423   | 7. februar 2021  | "Head & Heart"                  | Joel Corry ft. MNEK | "Največ"               | Klara Jazbec            | [ 5 ]                |  |
| re  | 424   | 14. februar 2021 | "Head & Heart"                  | Joel Corry ft. MNEK | "Največ"               | Klara Jazbec            | [ 6 ]                |  |
| re  | 425   | 21. februar 2021 | "Head & Heart"                  | Joel Corry ft. MNEK | "Največ"               | Klara Jazbec            | [ 7 ]                |  |
| re  | 426   | 28. februar 2021 | "Head & Heart"                  | Joel Corry ft. MNEK | "Največ"               | Klara Jazbec            | [ 8 ]                |  |
| re  | 427   | 7. marec 2021    | "Head & Heart"                  | Joel Corry ft. MNEK | "Največ"               | Klara Jazbec            | [ 9 ]                |  |
| re  | 428   | 14. marec 2021   | "Head & Heart"                  | Joel Corry ft. MNEK | "Največ"               | Klara Jazbec            | [ 10 ]               |  |
| 90  | 429   | 21. marec 2021   | "Save Your Tears"               | The Weeknd          | "Medena"               | Pop Design              | [ 11 ]               |  |
| 90  | 430   | 28. marec 2021   | "Save Your Tears"               | The Weeknd          | "Medena"               | Pop Design              | [ 12 ]               |  |
| 90  | 431   | 4. april 2021    | "Save Your Tears"               | The Weeknd          | "Medena"               | Pop Design              | [ 13 ]               |  |
| 90  | 432   | 11. april 2021   | "Save Your Tears"               | The Weeknd          | "Dobr' gre"            | Maraaya                 | [ 14 ]               |  |
| 90  | 433   | 18. april 2021   | "Save Your Tears"               | The Weeknd          | "Ko si z mano"         | Nino Ošlak              | [ 15 ]               |  |
| 90  | 434   | 25. april 2021   | "Save Your Tears"               | The Weeknd          | "Ko si z mano"         | Nino Ošlak              | [ 16 ]               |  |
| 90  | 435   | 2. maj 2021      | "Save Your Tears"               | The Weeknd          | "Dobr' gre"            | Maraaya                 | [ 17 ]               |  |
| 90  | 436   | 9. maj 2021      | "Save Your Tears"               | The Weeknd          | "Romeo in Julija 2021" | Flirt                   | [ 18 ]               |  |
| 90  | 437   | 16. maj 2021     | "Save Your Tears"               | The Weeknd          | "Romeo in Julija 2021" | Flirt                   | [ 19 ]               |  |
| 90  | 438   | 23. maj 2021     | "Save Your Tears"               | The Weeknd          | "Romeo in Julija 2021" | Flirt                   | [ 20 ]               |  |
| 90  | 439   | 30. maj 2021     | "Save Your Tears"               | The Weeknd          | "Romeo in Julija 2021" | Flirt                   | [ 21 ]               |  |
| 90  | 440   | 6. junij 2021    | "Save Your Tears"               | The Weeknd          | "Imela sva vse"        | Wolf                    | [ 22 ]               |  |
| 90  | 441   | 13. junij 2021   | "Save Your Tears"               | The Weeknd          | "Imela sva vse"        | Wolf                    | [ 23 ]               |  |
| 90  | 442   | 20. junij 2021   | "Save Your Tears"               | The Weeknd          | "Zgoraj je nebo"       | Jan Plestenjak ft. Coto | [ 24 ]               |  |